# قرار الجمعية العامة للأمم المتحدة 58/292
كان قرار الجمعية العامة للأمم المتحدة 58/292 المؤرخ في 6 مايو 2004 قرارًا أكدت فيه الجمعية العامة للأمم المتحدة أن وضع الأرض الفلسطينية المحتلة منذ عام 1967، بما فيها القدس الشرقية، لا يزال وضع الاحتلال العسكري، وأن إسرائيل لا تملك إلا واجبات والتزامات السلطة القائمة بالاحتلال بموجب اتفاقية جنيف المتعلقة بحماية الأشخاص المدنيين واتفاقية لاهاي.
وعلاوة علي ذلك، أعيد التأكيد على أن للشعب الفلسطيني الحق في تقرير المصير وفي السيادة على أرضه. وأعربت الجمعية العامة عن تصميمها على الإسهام في تحقيق حقوق الشعب الفلسطيني غير القابلة للتصرف. كما أعربت عن أنه ينبغي أن تسفر التسوية السلمية في الشرق الأوسط عن دولتين قابلتين للعيش مستقلتين وتتمتعان بالسيادة، علي أساس حدود ما قبل عام 1967.
أعادت الديباجة تأكيد مبدأ عدم جواز الاستيلاء على الأراضي بالقوة، والحاجة إلى تمكين الشعب الفلسطيني من ممارسة السيادة وتحقيق الاستقلال في دولته، فلسطين.
القرار معنون 58/292. وضع الأرض الفلسطينية المحتلة، بما فيها القدس الشرقية.

## نص القرار 58/292
إن الجمعية العامة
إذ تشير إلى قراراتها 3237 (د – 29) المؤرخ 22 نوفمبر 1974، و43/177 المؤرخ 15 ديسمبر 1988 و52/250 المؤرخ 7 يوليو 1998،
وإذ تشير أيضًا إلى قرارات مجلس الأمن 242 (1967) المؤرخ 22 نوفمبر 1967، و338 (1973) المؤرخ 22 أكتوبر 1973، و1397 (2002) المؤرخ 12 مارس 2002 و1515 (2003) المؤرخ 19 نوفمبر 2003،
وإذ تشير كذلك إلى أحكام القانون الدولي ذات الصلة وإلى قرارات الأمم المتحدة ذات الصلة فيما يتعلق بالمستوطنات الإسرائيلية وبالقدس الشرقية المحتلة،
وإذ تعيد التأكيد مبدأ عدم جواز اكتساب الأر عن طريق القوة،
وإذ تلاحظ أن فلسطين، بوصفها مراقبًا، وإلى حين حصولها على عضوية كاملة في الأمم المتحدة، لا تقدم وثائق تفويض إلى الجمعية العامة،
وإذ تؤكد الحاجة إلى تمكين الشعب الفلسطيني من ممارسة السيادة وتحقيق الاستقلال في دولته، فلسطين،
1. تؤكد أن وضع الأرض الفلسطينية المحتلة منذ عام 1967، بما فيها القدس الشرقية، لا يزال وضع الاحتلال العسكري، وتؤكد أن للشعب الفلسطيني، استنادًا إلى قواعد ومبادئ القانون الدولي وقرارت الأمم المتحدة ذات الصلة، بما فيها قرارات مجلس الأمن، الحق في تقرير مصيره والسيادة على أرضه، وأنه ليس لإسرائيل، السلطة القائمة بالاحتلال، إلا أن تؤدي الواجبات وتفي بالالتزامات المفروضة عليها، كسلطة قائمة بالاحتلال، بموجب اتفاقية جنيف المتعلقة بحماية المدنيين وقت الحرب المؤرخة 12 أغسطس 1949 والأنظمة المرفقة باتفاقية لاهاي المتعلقة بقوانين وأعراف الحرب البرية لعام 1907.
2. تعرب عن تصميم على الإسهام في إعمال حقوق الشعب الفلسطيني غير القابلة للتصرف وتحقيق تسوية سلمية عادلة وشاملة في الشرق الأوسط عن طريق التفاوض تؤدي إلى قيام دولتين تتوافر فيهما مقومات البقاء وتتمتعان بالسيادة والاستقلال، هما إسرائيل وفلسطين، على أساس حدود ما قبل عام 1967، وتعيشان جنبًا إلى جنب في سلام وأمن.

## الأصوات
اعتمد القرار بأغلبية 140 صوتًا مؤيدًا وامتناع 11 عضوًا عن التصويت. وكانت إسرائيل، الولايات المتحدة، بالاو، ولايات ميكرونيسيا المتحدة، جزر مارشال، ناورو الدول الوحيدة التي صوتت ضد القرار.
| الخيار      | الدول |
| ----------- | --- |
| مع (140)    | الجزائر، أندورا، أنتيغوا وباربودا، الأرجنتين، أرمينيا، النمسا، أذربيجان، البحرين، بنغلاديش، باربادوس، روسيا البيضاء، بلجيكا، بليز، بوليفيا، البوسنة والهرسك، بوتسوانا، البرازيل، بروناي، بلغاريا، بوركينا فاسو، بوروندي، كمبوديا، كندا، جمهورية إفريقيا الوسطى، تشيلي، الصين، كولومبيا، جزر القمر، جمهورية الكونغو، كرواتيا، كوبا، قبرص، جمهورية التشيك، كوريا الشمالية، الدنمارك، جيبوتي، دومينيكا، الإكوادور، مصر، إرتريا، إستونيا، إثيوبيا، فنلندا، فرنسا، الغابون، غامبيا، جورجيا، ألمانيا، غانا، اليونان، غرينادا، غينيا، غينيا بيساو، غيانا، هايتي، المجر، آيسلندا، الهند، إندونيسيا، إيران، أيرلندا، إيطاليا، جامايكا، اليابان، الأردن، كازاخستان، كينيا، الكويت، لاوس، لاتفيا، لبنان، ليسوتو، ليبيا، ليختنشتاين، ليتوانيا، لوكسمبورغ، ماليزيا، جزر المالديف، مالي، مالطا، موريشيوس، المكسيك، موناكو، منغوليا، المغرب، موزمبيق، ميانمار، ناميبيا، نيبال، هولندا، نيوزيلندا، النيجر، نيجيريا، النرويج، عُمان، باكستان، باراغواي، الفلبين، بولندا، البرتغال، قطر، كوريا الجنوبية، مولدوفا، رومانيا، روسيا، سانت لوسيا، سانت فينسنت والغرينادين، سان مارينو، السعودية، السنغال، سيراليون، سنغافورة، سلوفاكيا، سلوفينيا، الصومال، جنوب إفريقيا، إسبانيا، سريلانكا، السودان، السويد، سويسرا، سوريا، طاجيكستان، تايلاند، مقدونيا، تيمور الشرقية، توغو، ترينيداد وتوباغو، تونس، تركيا، أوغندا، أوكرانيا، الإمارات العربية المتحدة، المملكة المتحدة، تنزانيا، الأوروغواي، فنزويلا، فيتنام، اليمن، زامبيا |
| غائب (25)   | ألبانيا، أنغولا، جزر البهاما، بوتان، الكاميرون، ساحل العاج، جمهورية الكونغو الديمقراطية، السلفادور، غينيا الاستوائية، فيجي، كيريباتي، قرغيزستان، مدغشقر، بنما، بابوا غينيا الجديدة، رواندا، سانت كيتس ونيفيس، ساموا، ساو تومي وبرينسيب، سيشل، إسواتيني، تركمانستان، أوزبكستان، فانواتو، زيمبابوي |
| امتناع (11) | أستراليا، كوستاريكا، جمهورية الدومينيكان، غواتيمالا، هندوراس، نيكاراغوا، بيرو، صربيا والجبل الأسود، جزر سليمان، تونغا، توفالو |
| ضد (6)      | ولايات ميكرونيسيا المتحدة، إسرائيل، جزر مارشال، ناورو، بالاو، الولايات المتحدة |

المصدر: